# Татур, Дарин
Дарин Татур (араб. دارين طاطور‎, род. 16 апреля 1982 года в Рейне) — палестинская поэтесса и фотограф. Она написала книгу на арабском языке под названием «Последнее вторжение» (The Final Invasion), которую опубликовала в 2010 году. В 2017 году переводы её сочинений были включены в английскую антологию палестинских поэтов «Лезвие травы: новая палестинская поэзия» (A Blade of Grass: New Palestinian Poetry). Является гражданкой Израиля.

## Лишение свободы
Дарин была арестована в 2015 году израильской полицией. Они обвинили её в терроризме и подстрекательстве к насилию. Затем суд над ней приобрёл широкий резонанс, и многие активисты движения за свободу слова защищали её. В мае 2018 года её признали виновной, а в июле 2018 года отправили в тюрьму на шесть месяцев. Она отсидела в тюрьме 42 дня и была освобождена 20 сентября 2018 года.

### Суд
На суде над Татур офицер полиции перевёл её стихотворение: «Сопротивляйтесь им, мой народ, сопротивляйтесь им». Этот полицейский не был профессиональным переводчиком и не имел опыта работы с литературой. Команда защиты Татур пригласила профессионального переводчика. Обвинители Татур обвинили профессионального переводчика в предвзятости.
Обвинители Татур также показали один из её постов в Facebook. Там было сказано: «Я следующий мученик» ("I am the next martyr."). Они утверждали, что это означало, что Татур планировала террористический акт. Они также показали, что Дарин поделилась статусом террористической группы в Facebook.
Команда защиты Татур пригласила на суд профессоров литературы. Они сказали, что Российская империя и британский мандат в Палестине не привлекали еврейских писателей к суду за «гораздо более резкие слова».

### Протесты
Многие писатели протестовали против её ареста. В июне 2016 года в Тель-Авиве прошла акция протеста. Её произведения читали почти 20 поэтов, писателей и переводчиков. Сами Михаэль написал, что её арест показал, что Израиль беспомощен, а его культура рухнула. Он сказал, что Израиль не может защитить себя, а может только заставить писателей молчать. Поэт Лилах Вебер также написал о ней стихотворение.
В октябре 2016 года более 180 поэтов, писателей и интеллектуалов попросили её свободы. Четверо из них были лауреатами Премии Израиля: А. Б. Иегошуа, Тувия Ривнер, Авишай Маргалит и Шимон Сандбанк. В заявлении говорилось, что Татур была «арестована и судима за написание стихотворения». Они считали, что это противоречит «демократии, свободе слова и творчеству». Они добавили, что арабам и евреям трудно разговаривать друг с другом и положить конец арабо-израильскому конфликту. Эти усилия возглавила поэтесса и активистка по имени Тал Ницан.
После того, как Татур признали виновной, ПЕН-клуб написал, что она выполняла свою работу только как писатель: «мы используем наши слова, чтобы мирно бороться с несправедливостью».

### Свобода
Татур была выпущена на свободу 20 сентября 2018 года.